# Prisoner (Cher)
Prisoner è il sedicesimo album in studio della cantante e attrice statunitense Cher, pubblicato il 22 ottobre 1979 dalla Casablanca Records. Prisoner rispetto al precedente disco, Take Me Home, fu un flop, anche se l'unico singolo pubblicato, Hell on Wheels, riuscì ad entrare nella classifica dei singoli più venduti.

## Descrizione
Prisoner è stato il secondo album pubblicato da Cher nel 1979, e fu pubblicato appena pochi mesi dopo Take Me Home. L'album è stato l'ultimo prodotto da Bob Esty, con Michelle Aller e lo stesso Esty che firmarono alcune delle canzoni, come per il precedente album, ma rappresenta la occasione un cui che Cher pubblicò un album con canzoni scritte esclusivamente per lei. Si tratta di una piccola biografia dell'artista, con canzoni come "Shoppin", "Outrageous" (sui vestiti disegnati da Bob Mackie), e "Mirror Image" (sulla sua vita agli occhi dei giornali scandalistici). Cher apparve nella copertina dell'album virtualmente nuda e coperta solamente da giganti catene e dai suoi capelli, causando controversie contro alcune associazioni sui diritti delle donne per l'immagine che lasciva trasparire lo stato di "schiava del sesso".
Rispetto allo stile pop-disco di Take Me Home, Prisoner è caratterizzato da un suono disco-new wave e non contiene ballate. Questo fu causato dal fatto che mentre Cher stava registrando l'album, la Casablanca Records si accorse che l'era della disco music era ormai tramontata, per cui il suono venne riadattato. "Mirror Image" e "Boys and Girls" sono buoni esempi di canzoni con uno stile che vira sul new wave, "Hell on Wheels " e "Holy Smoke" invece uniscono lo stile disco con delle chitarre elettriche, mentre la canzone che dà il titolo all'album è influenzata dallo stile funk e "Holdin Out For Love" ha uno stile puramente pop. Alcune canzoni dell'album, vennero remixate ed estese come ad esempio "Hell On Wheels" (12" Mix) e "Gift Down (Guitar Grupie)" (12" Mix), quest'ultima estratta dall'album precedente ma mixata per essere contenuta nel singolo di "Hell on Wheels". 
Per promuovere l'album, Cher registrò uno speciale televisivo chiamato "Cher... and other Fantasies", con sketch, le canzoni inedite "Like a Number", una nuova versione di "More Than You Know" e "Ain't Nobody's Business" eseguita anche durante il "Take Me Home Tour".
Originariamente l'album doveva chiamarsi "Mirror Image" ma il titolo venne cambiato in "Prisoner". I demo registrati durante la sessione di "Mirror Image" rimasero sconosciuti, ma durante la sessione di "Prisoner" Cher registrò pezzi tuttora inediti come  "Ain't Nobody Business", "More Than You Know (un nuovo remix che contiene anche dei versi di alcuni animali)" e "Take Me Home (remix lento)". "Like a Number" avrebbe dovuto essere inclusa nell'album ma venne scartata mentre "Bad Love", registrata per l'album fu tagliata per essere poi inclusa nella colonna sonora del film "Foxes".
L'album non è mai stato pubblicato nel formato digitale CD, ma è stato allegato insieme a Take Me Home in un CD chiamato "The Casablanca Years" che unisce tutte le tracce di entrambi. "Outrageous" del 1987 contiene remix di tutte le canzoni originali dell'album Prisoner. Attraverso gli anni, le tracce remixate sono state ripubblicate in varie raccolte. I titoli di questi album includono Holdin' Out For Love, Prisoner e All I Really Want To Do. Questi remix sono di solito combinati con canzoni dell'album All I Really Want To Do pubblicato nel 1965.

## Tracce
Lato A
1. Prisoner – 5:50 (David Paich)
2. Holdin' out for Love – 4:23 (Tom Snow, Cynthia Weil)
3. Shoppin' – 4:30 (Michele Aller, Bob Esty)
4. Boys and Girls – 3:54 (Billy Falcon)

Lato B
1. Mirror Image – 4:52 (Michael Brooks, Bob Esty)
2. Hell on Wheels – 5:38 (Michele Aller, Bob Esty)
3. Holy Smoke! – 4:56 (Michele Aller, Bob Esty)
4. Outrageous – 3:10 (Michele Aller, Bob Esty)